# Beaumont-en-Beine
Beaumont-en-Beine é uma comuna francesa na região administrativa de Altos da França, no departamento de Aisne. Estende-se por uma área de 5,41 km². Em 2010 a comuna tinha 179 habitantes (densidade: 33,1 hab./km²).